# Konradowa
Konradowa (deutsch Konradsdorf, auch Conradsdorf) ist ein Ort in der Stadt- und Landgemeinde Nysa (Neisse) im Powiat Nyski der Woiwodschaft Opole in Polen.

## Geographie
Konradowa liegt etwa ein Kilometer östlich von Nysa und etwa 57 Kilometer südwestlich von Opole (Oppeln) in der Nizina Śląska (Schlesische Tiefebene) im Tal der Glatzer Neiße an den Bächen Białka und Kamienica. Durch den Ort verläuft die Droga wojewódzka 407.
Nachbarorte von Konradowa sind im Südosten Wyszków Śląski (Wischke), im Südwesten der Stadtteil Dolna Wieś (Nieder Neuland) und im Westen der Neisser Stadtteil Karłów (Carlau).

## Geschichte

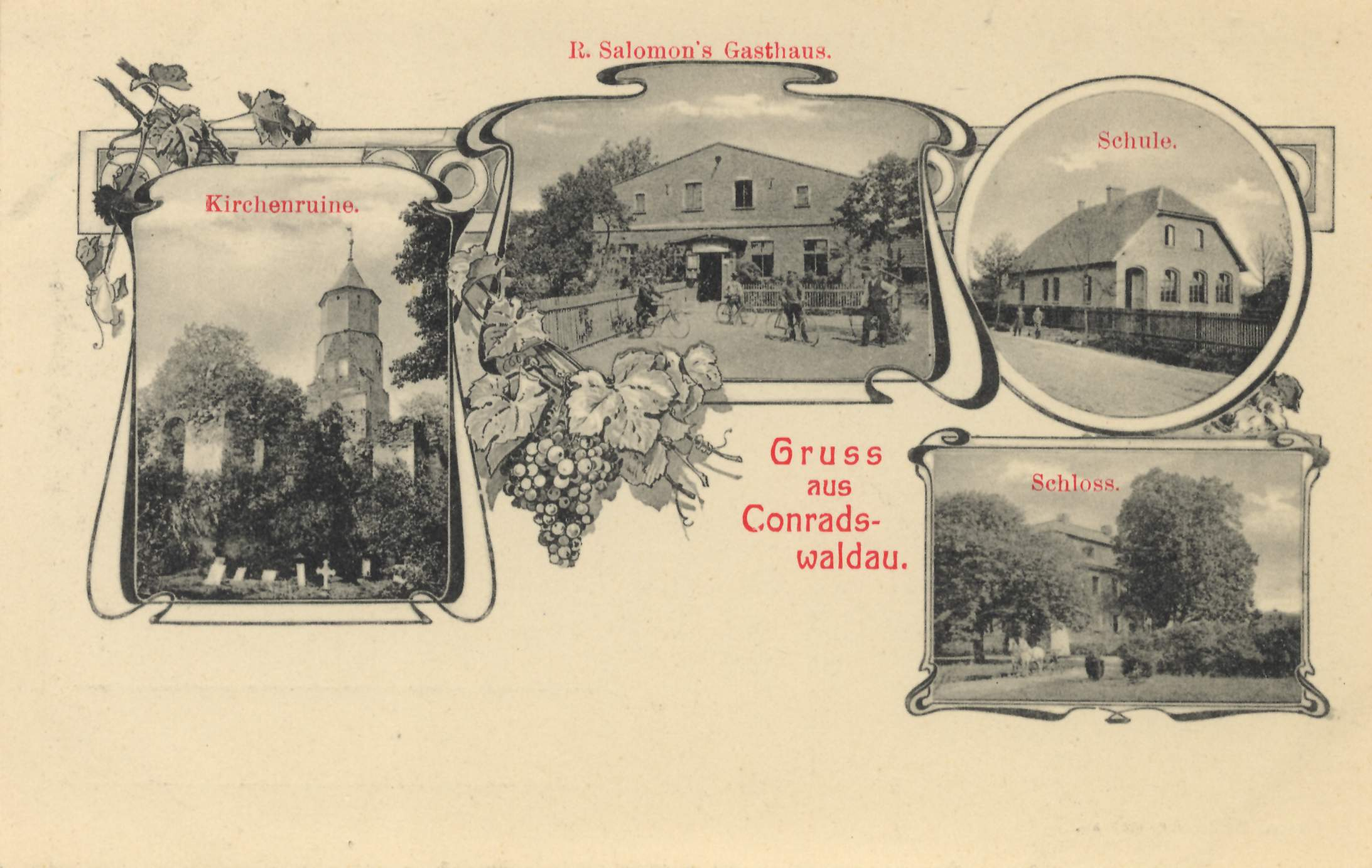
Conradsdorf

„Conradi villa“ wurde erstmals im Zehntregister Liber fundationis episcopatus Vratislaviensis aus den Jahren 1295–1305 urkundlich erwähnt. 1325 erfolgte eine weitere Erwähnung als Conradi villa. Für das Jahr 1364 ist die Schreibweise Conradsdorff belegt.
Nach dem Ersten Schlesischen Krieg 1742 fiel Konradsdorf mit dem größten Teil Schlesiens an Preußen. Nach der Neuorganisation der Provinz Schlesien gehörte die Landgemeinde Konradsdorf ab 1816 zum Landkreis Neisse, mit dem es bis 1945 verbunden blieb. 1845 bestanden im Ort 47 Häuser, in denen 338 Einwohner lebten, davon 14 evangelisch. 1855 betrug die Einwohnerzahl 179. Zehn Jahre später sind 10 Gärtner- und 16 Häuslerstellen belegt. 1874 wurde der Amtsbezirk Neuland gebildet, dem die Landgemeinden Altstadt-Neuland, Carlshof, Conradsdorf, Kupferhammer, Mittel Neuland, Pfarrtheilig Neuland und Wellenhof sowie die Gutsbezirke Carlshof, Mittel Neuland, Schäferei und Wellenhof und Wellenhof-Colonie eingegliedert wurden. 1885 zählte Konradsdorf 383 Einwohner. 1933 lebten in Konradsdorf 428 Einwohner und 1939 waren es 389.
Als Folge des Zweiten Weltkriegs fiel Konradsdorf 1945 mit dem größten Teil Schlesiens an Polen. Nachfolgend wurde es in Konradowa umbenannt. Die ortsansässige deutsche Bevölkerung wurde – soweit sie nicht vorher geflohen war – vertrieben. Die neu angesiedelten Bewohner waren teilweise Zwangsumgesiedelte aus Ostpolen, das an die Sowjetunion gefallen war.

## Sehenswürdigkeiten
- Römisch-katholische Konradskirche (Kościół św. Konrada)
- Ehemaliges Schulgebäude aus Backstein

## Vereine
- Fußballverein LZS Konradowa